# 1972 في الصين
فيما يلي قوائم الأحداث التي وقعت خلال عام 1972 في الصين.

## سياسة

### انتهاء فترة المنصب
- 1 يناير – تشن يي وزير خارجية جمهورية الصين الشعبية [الإنجليزية]‏.

## مواليد

### يناير
- 15 يناير – تاو هونغ ممثلة صينية.[1]
- 26 يناير – ليو غانغ

### فبراير
- 13 فبراير – منج وانزو مسؤول الشؤون المالية في شركة هواوي.

### أبريل
- 10 أبريل – فنسنت تشاو ممثل صيني.[2]
- 16 أبريل – راي تشان

### مايو
- 15 مايو – توم وو ممثل صيني.

### يوليو
- 15 يوليو – ياو ديفين
- 27 يوليو – جين يان لاعبة كرة قدم صينية.
- 30 يوليو – سو ماوجين لاعب كرة قدم صيني.[3]

### أغسطس
- 10 أغسطس – ما مينغيو لاعب كرة قدم صيني.[4]

### سبتمبر
- 29 سبتمبر – تشنغ سيو تشونغ

### ديسمبر
- 25 ديسمبر – وانغ تشنغ

## وفيات

### يناير
- 6 يناير – تشن يي (مواليد 1901)[5]

### ديسمبر
- 2 ديسمبر – ييب مان (مواليد 1893)